# Provincia de Monza y Brianza
La provincia de Monza y Brianza (en italiano provincia di Monza e della Brianza) es una provincia italiana de la región de Lombardía, instituida el 12 de mayo de 2004. Se estima que la población total de esta provincia ronda los 878 267 habitantes.

## Geografía
Monza y Brianza comprende sólo la parte meridional de la región geográfico-histórica de Brianza. 
Brianza se extiende desde Canzo (al norte) hasta la zona de Monza (al sur), y desde el río Séveso (oeste) hasta el río Adda (este). 
En el medio de Brianza está el río Lambro. 
Las ciudades más importantes son:
- Monza
- Seregno
- Cantù
- Erba
- Merate
- Lissone
- Desio
- Mariano Comense
- Vimercate

## Instituciones de la provincia
Aunque aún no esté operativa la nueva provincia, está ya formalmente instituida y constituye una circunscripción administrativa de la República Italiana.
Las instituciones y los órganos de gobierno de la nueva provincia estarán operativos sólo con ocasión de las primeras elecciones de su presidente y del consejo provincial, previstas para el año 2009, junto a la renovación de los órganos correspondientes de la provincia de Milán, de la cual se segrega y que hasta aquel momento seguirán ejercitando las competencias propias también en el territorio de la provincia ya constituida. Por las necesidades derivadas de los preparativos para la plena operatividad de la nueva provincia, el ministro del Interior ha nombrado a un comisario de gobierno.
En enero de 2005 el Ministerio del Interior ha dispuesto la institución de la circunscripción electoral de Monza y Brianza y en febrero de 2006 un decreto del Presidente de la República ha formalizado la matrícula automovilística de la nueva provincia: "MB".

## Municipios de la provincia de Monza y Brianza
La provincia está formada por los siguientes 55 municipios:
| - Agrate Brianza - Aicurzio - Albiate - Arcore - Barlassina - Bellusco - Bernareggio - Besana in Brianza - Biassono - Bovisio-Masciago - Briosco - Brugherio - Burago di Molgora - Busnago | - Camparada - Caponago - Carate Brianza - Carnate - Cavenago di Brianza - Ceriano Laghetto - Cesano Maderno - Cogliate - Concorezzo - Cornate d'Adda - Correzzana - Desio - Giussano - Lazzate | - Lentate sul Seveso - Lesmo - Limbiate - Lissone - Macherio - Meda - Mezzago - Misinto - Monza - Muggiò - Nova Milanese - Ornago - Renate - Roncello | - Ronco Briantino - Seregno - Séveso - Sovico - Sulbiate - Triuggio - Usmate Velate - Varedo - Vedano al Lambro - Veduggio con Colzano - Verano Brianza - Villasanta - Vimercate |